# 自発教令
自発教令（motu proprio）は、教皇の教令であって、その発出が枢機卿または他の輔佐ではなく教皇自身により決められたことを示す「motu proprio」（羅：自発的に）という節が用いられているものである。
通常、教令 (decree) の形式をとり、捺印および副署されない以外は小勅書 (litterae apostolicae) に似る。
最初の自発教令は1484年にインノケンティウス八世により発出された。
教令の一般的な形式であり、特に、機関の新設、法または手続の小さな変更、個人または機関に許可を与えるときに、一般的にみられる形式である。
自発教令は、発出する理由に始まり、続いて設けられる法または規制あるいは与えられる恵みについて述べられる。
教皇自身が氏名と日付をラテン語で署名する。
この節を含む教令は、教会法または教皇の以前の指示に反するときでも有効である。
さらに一般的に言えば、「motu proprio」は、「sua sponte」（職権により）に類似し、「自身の動議による」を示すために用いられるラテン語の句であるが、これは米国の法律家の意見においてはめったに使われず、法曹界にわたってよく知られている「sua sponte」が用語として好まれる。